# 三電平同步

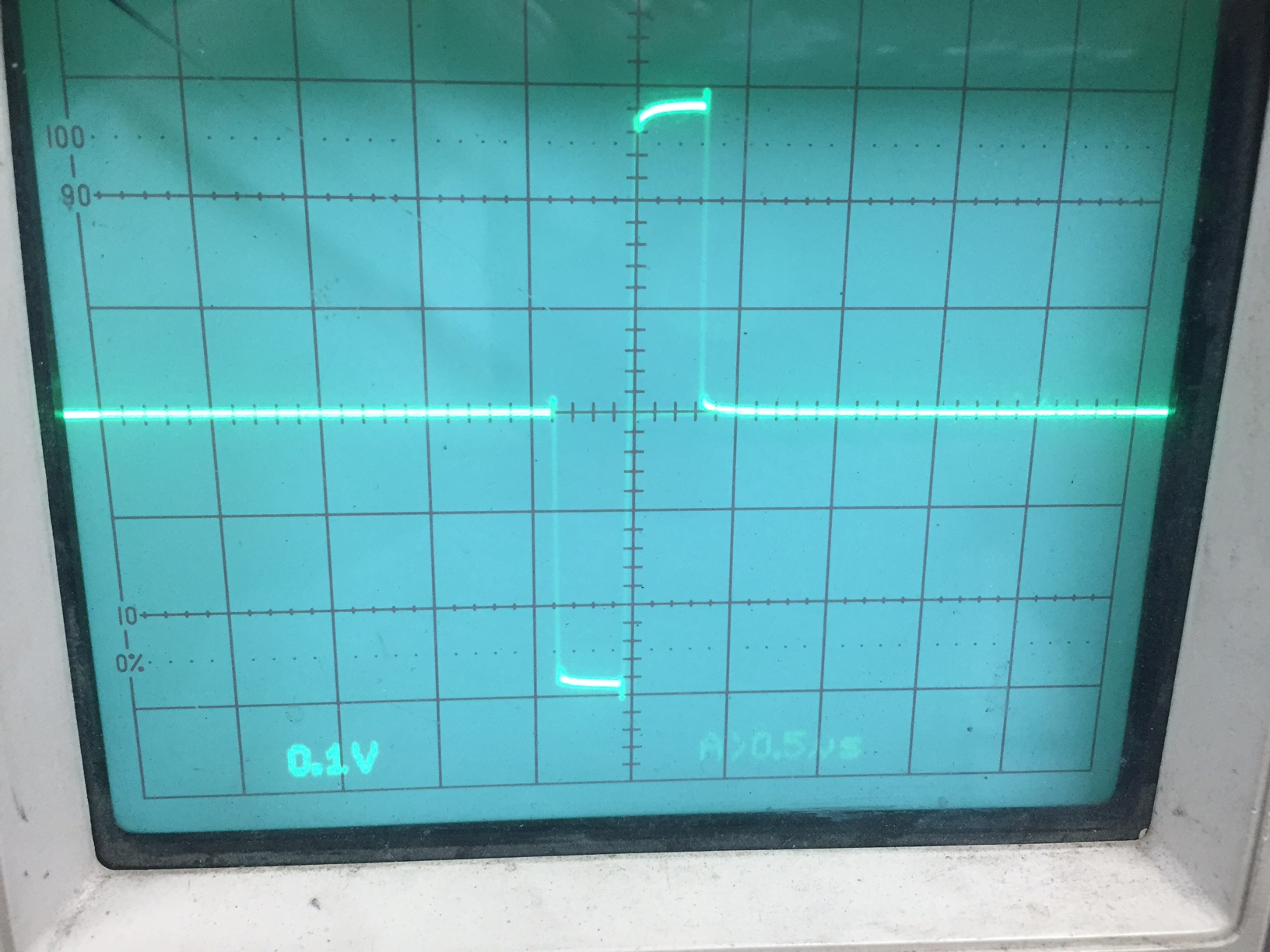
顯示三電平同步波型的示波器螢幕

三電平同步 (英語：Tri level sync) 是一種主要用於鎖定高清(HD)影像訊號的一個模擬影像同步脈衝。
三電平同步由於較高頻率的特性，因此它相較於BB訊號是高清(HD)影像訊號的首選。它也優於具有兩種極性脈衝的直流，因為三電平同步多了-1脈衝準位。

## 參照
1. ↑  Tektronix - Timing and Synchronization

- Digital Video and HDTV: Algorithms and Interfaces - Chares Poynton - 2003 - ISBN 1-55860-792-7